# Siete Aguas

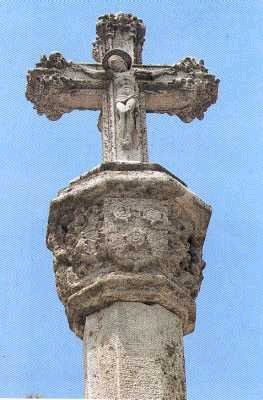
Krzyż Pairal

Siete Aguas (kat. Setaigües) – gmina w Hiszpanii, we wspólnocie autonomicznej Walencja, w prowincji Walencja, w comarce Hoya de Buñol.
Powierzchnia gminy wynosi 110,59 km². W 2018 roku liczba ludności wynosiła 1171, a gęstość zaludnienia 10,59 osoby/km². Wysokość bezwzględna gminy równa jest 700 metrów. Współrzędne geograficzne gminy to 39°28'17"N 0°54'56"W. Kod pocztowy do gminy to 46392.
W 2015 roku burmistrzem gminy został Santiago Más Sánchez z Hiszpańskiej Socjalistycznej Partii Robotniczej. 24 czerwca w gminie odbywają się regionalne fiesty.
Historia miasteczka sięga przynajmniej XIII wieku, gdy stało się miastem granicznym z Królestwem Kastylii, wewnątrz granic Królestwa Walencji wówczas pod panowaniem Jakuba I Zdobywcy.

## Demografia
| 1990 | 1992 | 1994 | 1996 | 1998 | 2000 | 2002 | 2004 |
| ---- | ---- | ---- | ---- | ---- | ---- | ---- | ---- |
| 1211 | 1067 | 1075 | 1074 | 1062 | 1282 | 1206 | 1232 |